# Almost Done
Almost Done – debiutancki studyjny album polskiej grupy dr.no.
Album został wydany w 2004 roku nakładem Sony Music Entertainment Poland. Oficjalnym singlem promującym płytę jest utwór „Light”.
Album zajął 31. miejsce w polskim notowaniu OLiS, był notowany przez 3 tygodnie.

## Lista utworów
Opracowano na podstawie materiału źródłowego.
1. „I Will” – 3:57
2. „Light” – 3:53
3. „Free Me” – 3:46
4. „Journey” – 4:11
5. „Recognize You” – 3:07
6. „Why Don`t You” – 3:29
7. „`cause” – 3:55
8. „Zanim” – 4:07
9. „Think” – 4:53
10. „Kiedy ktoś” – 9:25
11. „Light” (teledysk) – 3:37